# کارلمونت (ماساچوست)
کارلمونت(به انگلیسی: Charlemont) شهرکی در شهرستان فرانکلین ایالت ماساچوست می‌باشد که در سال ۱۷۶۵ بنیان‌گذاری شده‌است. این شهرک در سرشماری سال ۲۰۱۰ میلادی، ۱٬۲۶۶ نفر جمعیت داشته‌است.